# Literaturjahr 1526
Liste der Literaturjahre

◄◄ | ◄ | 1522 | 1523 | 1524 | 1525 | Literaturjahr 1526 | 1527 | 1528 | 1529

Weitere Ereignisse
Dieser Artikel behandelt das Literaturjahr 1526.

## Ereignisse

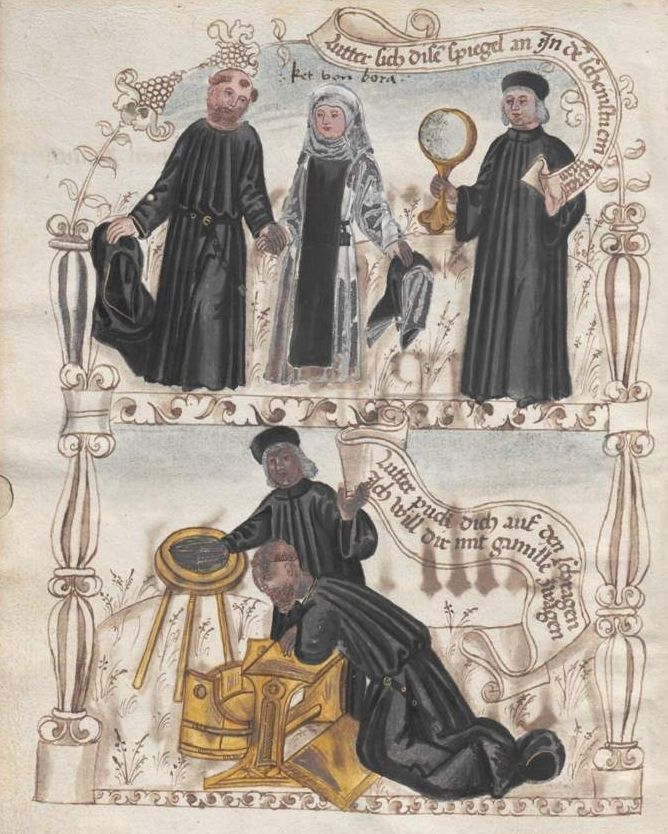
Titelbild der Schrift Luthers Bad und Spiegel von Kilian Leib

- Titelbild der Schrift Luthers Bad und Spiegel von Kilian LeibHerbst: Nach der Schlacht bei Mohács wird die Bibliotheca Corviniana in Buda von Truppen des Osmanischen Reiches zerstört.[1]
- Jacopo Sannazaro wird nach dem Tod von Pietro Summonte (1463–1526) Leiter der Accademia Pontaniana in Neapel.Das Titelblatt von Hans Dencks Schrift Vom Gsatz (Gesetz) Gottes in der Straßburger Ausgabe von 1526.

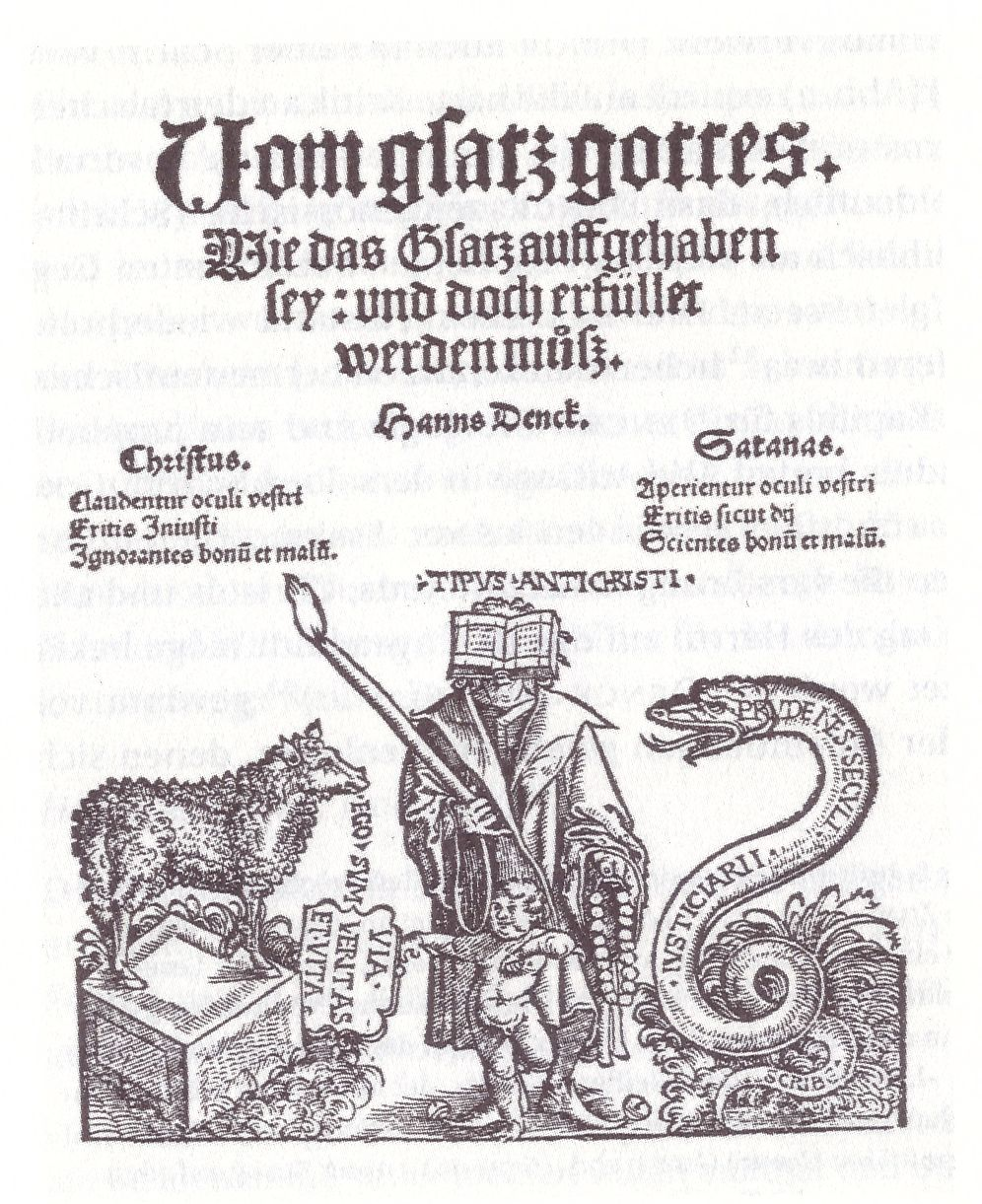
Das Titelblatt von Hans Dencks Schrift Vom Gsatz (Gesetz) Gottes in der Straßburger Ausgabe von 1526.

### Lyrik
- Teofilo Folengo veröffentlicht unter dem Pseudonym Limerno Pitocco da Mantova sein Orlandino, ein burleskes Rittergedicht über die Jugend Rolands in italienischen Stanzen.
- Jacopo Sannazaro[2] genießt spätestens seit Mai 1526 höchstes Ansehen in der neulateinischen Literatur, als auf einem Schlag fünf über lange Jahre fein geschliffene Werke erscheinen:
  - Voran steht sein in der Tradition der Bibelepik stehendes und durch intensive Vergil-Rezeption gekennzeichnetes Kleinepos De partu Virginis („Über die Geburt der Jungfrau“), das aus nicht mehr als 1500 Versen besteht und an dem er doch mehr als zwanzig Jahre gearbeitet hat. Zeitgenossen, aber auch spätere schätzen dieses Bibelepos als „ein meisterhaftes Epyllion“, als Exzellenzstück religiöser Dichtung des Renaissancehumanismus und zählen es zu den herausragendsten renaissance-lateinischen Werken überhaupt.
  - Kaum weniger beachtet seine fünf Eclogae piscatoriae (Fischer-Eklogen), in denen nicht nach bisheriger, besonders an Vergil geschulter Gattungstradition Hirten, sondern auch Fischer (aus der Bucht Neapels) als Hauptfiguren auftreten.
  - Das 113 Verse umfassende Gedicht Salices (Weiden) thematisiert in Anlehnung an Darstellungsweisen Vergils und Ovids eine Metamorphose von Nymphen des kampanischen Flusses Sarno, der Nahe Neapel ins Mittelmeer mündet.
  - Eine weitere Dichtung betont religiösen Inhalts ist die 118 Verse lange Nänie (Trauergedicht) De morte Christi Domini ad mortales lamentatio(Wehklage über den Tod unseres Herrn Christus an alle Sterblichen).

### Religion
- Frühjahr: Die erste vollständige gedruckte Übersetzung des Neuen Testaments ins Englische von William Tyndale (anonym) kommt aus Deutschland nach England. Der Druck der Tyndale-Bibel erfolgt in Worms von Peter Schöffer dem Jüngeren. Weitere Kopien werden in Amsterdam gedruckt.[3]
- 6. September: Die erste vollständige niederländischsprachige Übersetzung der Bibel wird von Jacob van Liesvelt in Antwerpen gedruckt.[4]
- Ende September/Anfang Oktober: Martin Luther veröffentlicht seine Schrift Sakrament des Leibes and Blutes Christi wider die Schwarmgeister
- Oktober: Cuthbert Tunstall, der Bischof von London, versucht, alle Exemplare von William Tyndales Neuem Testament in seiner Diözese zu sammeln und zu verbrennen.
- Das Neue Testament wird von Olaus Petri unter königlicher Schirmherrschaft als erste offizielle Übersetzung ins Schwedische übersetzt.[5]
- Eine Ausgabe der Bibel, Biblia Sacra, wird von Yolande Bonhomme in Paris gedruckt. Es ist die erste Ausgabe, die von einer Frau gedruckt wurde.[6]
- Kilian Leib veröffentlicht seine antilutherische Schrift Luthers Bad und Spiegel.
- Hans Denck publiziert seine drei Schriften Was geredet sei, dass die Schrift sagt, Gott tue und mache Gutes und Böses, Vom Gsatz (Gesetz) Gottes und Wer die Wahrheit wahrlich lieb hat. In den beiden erstgenannten Werken greift er Kernelemente der lutherischen Theologie an, im dritten stellt er Widersprüche zwischen biblischen Aussagen zusammen, um die buchstäbliche Bibelauslegung der Lutheraner zu diskreditieren.

## Geboren

### Geburtsdatum gesichert

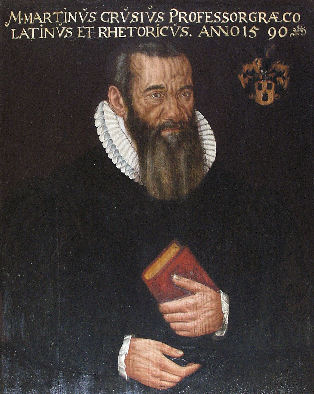
Martin Crusius; * 19. September

- 11. März: Heinrich Rantzau, dänischer Statthalter des königlichen Anteils von Schleswig-Holstein, Humanist, Astrologe und Literat († 1598)
- 12. April: Marcus Antonius Muretus, französischer Humanist († 1585)

- 26. April: Matthias Stoius, deutscher Mathematiker und Mediziner († 1583)

- 22. Juli: Johann Stromer, deutscher Rechtswissenschaftler († 1607)

- 19. September: Martin Crusius, deutscher Altphilologe und Historiker († 1607)

### Genaues Geburtsdatum unbekannt
- Aman Isa Khan, uigurische Mukam-Meisterin, Dichterin und Musikerin († 1560)

- Johannes Matthaeus, deutscher evangelischer Theologe († 1588)
- Andreas Ellinger, deutscher Mediziner und neulateinischer Dichter († 1582)

### Geboren um 1526
- Bâkî (باقى), osmanischer Dichter († 1600)
- Tani Soyo (谷宗養), japanischer Renga-Dichter († 1563)

## Gestorben

### Todesdatum gesichert

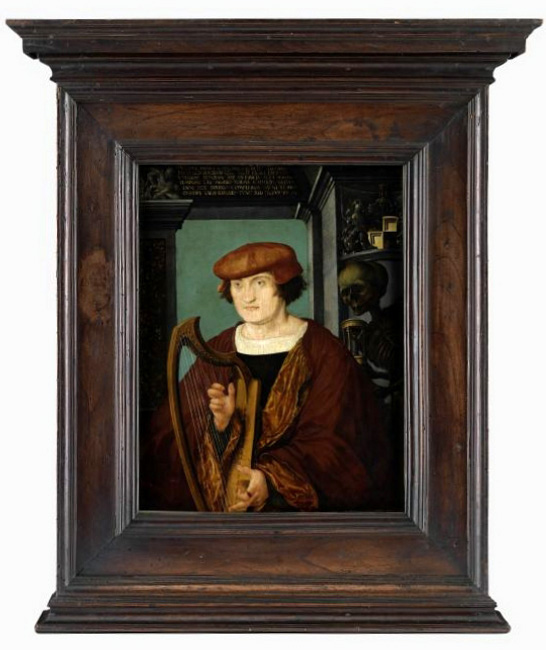
Johannes Xylotectus; † 6. August

- Johannes Xylotectus; † 6. August30. März: Peter Burckhard, deutscher Mediziner und Hochschullehrer (* um 1461)
- 30. März: Mutianus Rufus, deutscher Humanist (* 1470)
- 6. August: Johannes Xylotectus, Schweizer Reformator und Kirchenlieddichter (* 1490)

### Genaues Todesdatum unbekannt
- Henry Bullock, englischer Renaissance-Humanist und katholischer Priester (* unbekannt)
- Guo Xu, chinesischer Dichter (* 1456)
- Petrus Martyr von Anghiera, spanischer Geschichtsschreiber und Kartograf (* 1457)
- Jean Marot, französischer Kaufmann, Höfling und Dichter (* um 1450)
- Jakob Mennel, österreichischer Jurist, Historiograph und Genealoge (* um 1460)
- Johannes Nibling, deutscher Zisterzienserprior, Schriftsteller (* um 1463)

### Gestorben um 1526
- Garci Sánchez de Badajoz, spanischer Lieddichter und Musiker (* um 1450–60)